# Terschellingia major
Terschellingia major is een rondwormensoort uit de familie van de Linhomoeidae. De wetenschappelijke naam van de soort is voor het eerst geldig gepubliceerd in 2005 door Huang & Zhang.